# Blue Clay Farms
Blue Clay Farms è un census-designated place (CDP) degli Stati Uniti d'America, situato nello stato della Carolina del Nord, nella contea di New Hanover. Secondo il censimento del 2020 gli abitanti di Blue Clay Farms ammontavano a 168.